# Snipor (fåglar)
Snipor, singularis snipa, är ett föråldrat samlingsnamn för fågelgrupperna spovar, beckasiner och snäppor. Namnet syftar på fåglarnas mer eller mindre långsmala näbb.
Språkligt betecknar ordet snipa ett smalt föremål. Ordet återkommer även i det engelska trivialnamnet för beckasiner snipe. I svenskan förekommer ordet såväl i äldre som lokala namn för olika fågelarter. Sålunda har exempelvis enkelbeckasinen tidigare kallats myrsnipa (med Snorres Edda som tidigaste belägg). I en skotsk dialekt kallas enkelbeckasin för miresnipe, vilket av allt att döma är lånat från västra Norden. I Ångermanland kallades storspoven (Numenius arquata) för stormyrsnipa, i kontrast till den betydligt mindre kärrsnäppan (Caldris alpina) som kallades lillmyrsnipa.
Ordet snäppa (plural snäppor), som är namnet på familjen Scolopacidae, alluderar direkt på snipa.